# Wiener Börse

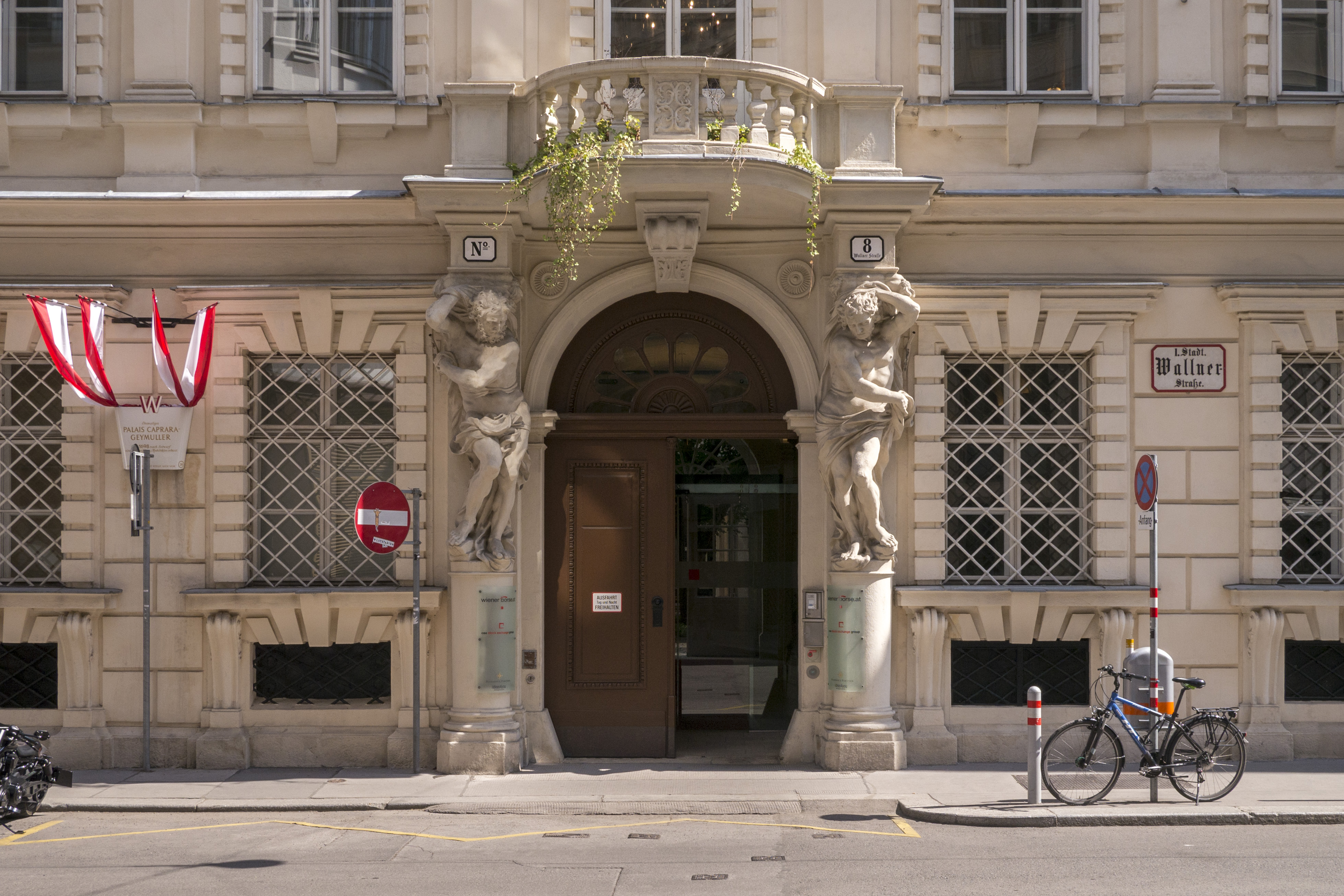
Sitz der Wiener Börse im Palais Caprara-Geymueller

Die Wiener Börse wurde 1771 als eine der ersten Wertpapierbörsen der Welt von Maria Theresia gegründet und betreibt heute die Börsenplätze Wien und Prag.
Sie dient als Handelsplatz für Aktien, Anleihen, Zertifikate, ETFs sowie Optionsscheine. Neben der Marktfunktion übernimmt die Wiener Börse auch die Berechnung und Veröffentlichung von Indizes. Der wichtigste Aktienindex Österreichs ist der ATX (Austrian Traded Index). Daneben werden rund 150 Indizes berechnet. Zusätzlich betreibt die Wiener Börse das zentrale IT-Börsen-System für 5 Märkte und sammelt und verteilt Kursdaten für ein Dutzend Märkte der Region.
Auch die Börsen in Budapest, Zagreb und Laibach nutzen die IT-Dienstleistungen der Wiener Börse. Darüber hinaus ist sie an weiteren Energiebörsen und Clearinghäusern der Region beteiligt.

## Geschichte
Die Wiener Börse wurde 1771 von Maria Theresia gegründet und gehört zu den ältesten Wertpapierbörsen der Welt. Anfänglich wurden nur Anleihen, Wechsel und Devisen gehandelt. Die Oesterreichische Nationalbank war 1818 die erste Aktiengesellschaft, die an der Wiener Börse notierte. Einer der ersten Aktionäre war Ludwig van Beethoven, der 1819 acht Aktien der Nationalbank erwarb. Mit dem Börsepatent vom 1. Jänner 1855 wurden durch das neue Börsegesetz die staatliche Kontrolle gelockert und der Börsenbetrieb der neu geschaffenen Börsenkammer übergeben, wodurch eine autonomere Struktur entstand. Neben Staatsanleihen gewannen Aktien privater Unternehmen an Bedeutung, und die Handelbarkeit von Wertpapieren ermöglichte erstmals breiteren Zugang zu internationalen Investoren.
In der Mitte des 19. Jahrhunderts führte die wachsende Industrialisierung zu einem gewaltigen Wirtschaftsaufschwung und viele Unternehmen finanzierten sich mit Aktienemissionen über die Börse. So wurden am 8. April 1869 die Aktien der Porr AG und eine Woche später jene der Wienerberger AG aufgelegt. Die beiden zählen damit zu den ältesten Aktien an der Wiener Börse, die noch heute gehandelt werden. Eine liberale Wirtschaftspolitik begünstigte übereilte und zum Teil unsolide Unternehmensgründungen. Diese Faktoren lösten eine Spekulationswelle aus, die am 9. Mai 1873 mit dem Wiener Börsenkrach abrupt endete. Etwa die Hälfte der Aktiengesellschaften verschwand wieder vom Kursblatt. Es dauerte Jahre, bis sich der Aktienmarkt der Wiener Börse von diesem Rückschlag erholte.

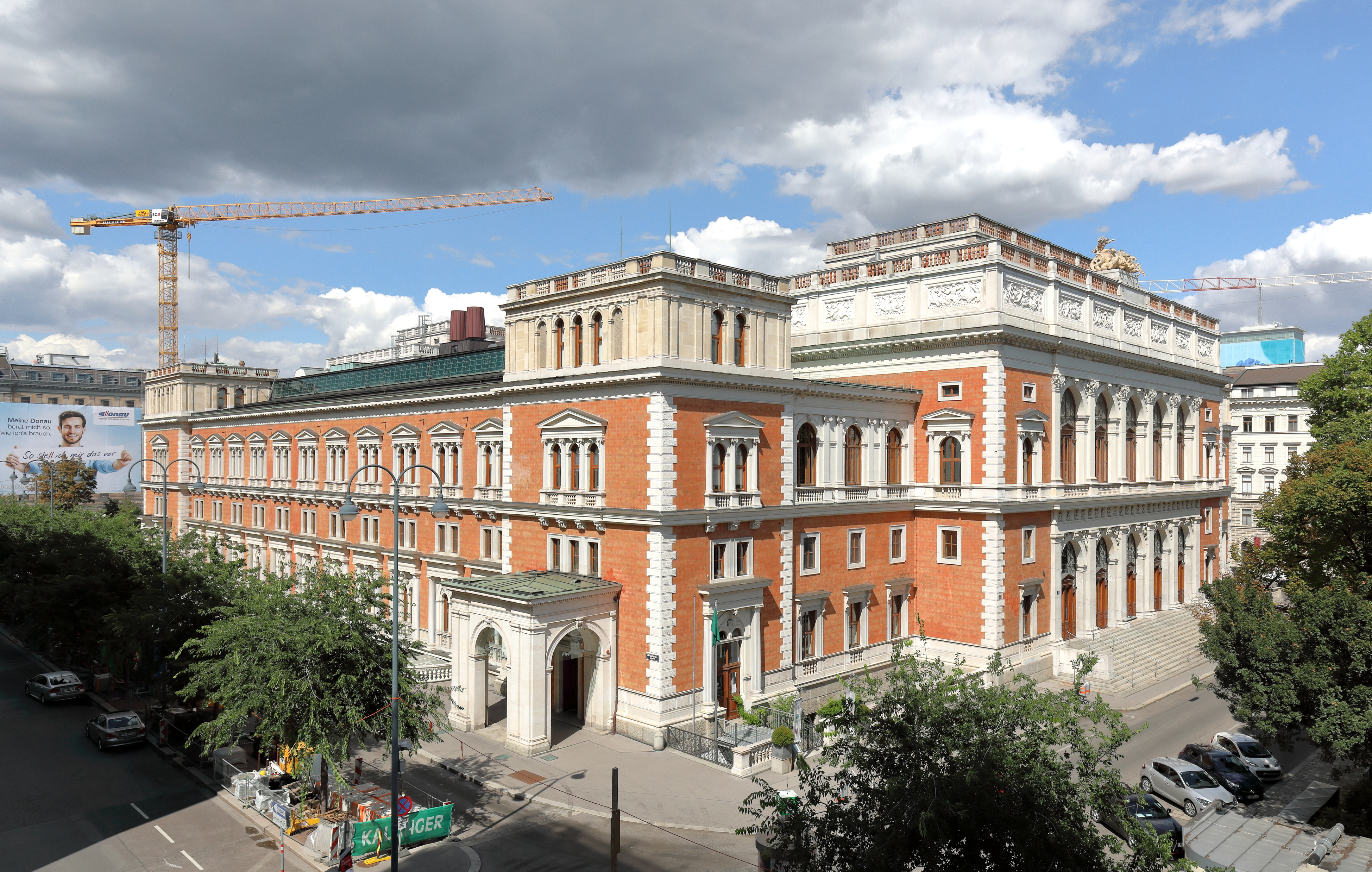
Ehemaliges Börsengebäude am Börseplatz

Neue Regelungen und Börsengesetze waren nötig geworden, um den immer lebhafteren Handel in geordneten Bahnen abwickeln zu können. Der rechtliche Rahmen wurde mit dem Börsengesetz vom 1. April 1875 geschaffen, das die vollkommene Autonomie der Wiener Börse und einen reibungslosen Handelsablauf garantierte. Dieses Gesetz wurde durch das neue Börsengesetz 1989 abgelöst und 2018 konsolidiert. Seitdem wird das Börsenwesen in Österreich durch das Börsegesetz 2018 (BGBl. Nr. 107/2017) geregelt.
Am 14. März 1877 fand die Eröffnung des von Theophil von Hansen und Carl Tietz in klassizistischen Renaissanceformen entworfenen Börsengebäudes am Schottenring im Beisein von Kaiser Franz Joseph I. statt. Ein Großbrand am 13. April 1956 zerstörte einen Teil des Börsengebäudes. Das Gebäude wurde im Dezember 1959 wieder eröffnet. Im Jänner 1998 übersiedelte die Wiener Börse in Räumlichkeiten der OeKB in der Strauchgasse 1–3 und in die Wallnerstraße 8, 1014 Wien.
Während des Ersten Weltkrieges war die Börse geschlossen. Erst Ende 1919 wurde der offizielle Aktienhandel wieder aufgenommen und die Wiener Börse erlebte erneut einen starken Zulauf und eine Hausse, die mit einem Crash im März 1924 abrupt endete. Die Aktienkurse erholten sich in Wien in den folgenden Jahren nur langsam. Der Kurssturz an der New York Stock Exchange im Oktober 1929 hatte für Wien jedoch keine erheblichen Auswirkungen.
Mit dem „Anschluss“ Österreichs an das Deutsche Reich im Jahr 1938 verlor die Wiener Börse ihre Selbstständigkeit und wurde dem deutschen Börsenrecht unterstellt. Der Wertpapierhandel wurde erneut eingestellt. 1948 wurde die Wiener Börse wieder eröffnet.
Während der Rentenmarkt an der Wiener Börse beständig wuchs, führte der Aktienhandel weiterhin ein Schattendasein. Die große Wende kam erst im Jahr 1985, als der amerikanische Analyst Jim Rogers eine Aktienhausse auslöste, indem er auf das hohe Potenzial des österreichischen Kapitalmarktes aufmerksam machte.
Nach rund zwei Jahrzehnten stagnierender Kurse kam es zu Kursanstiegen von durchschnittlich 130 %. Die Umsätze versechsfachten sich. Das änderte die bisher eher verhaltene Einstellung der Wirtschaftspolitiker zum Aktienmarkt. Durch die Privatisierungswelle 1987 gingen nach und nach zahlreiche renommierte österreichische Unternehmen an die Börse. Darunter auch die OMV (1987), Austrian Airlines und Verbund (1988) sowie die EVN (1989).
Im Dezember 1997 wurde die Wiener Wertpapierbörse mit der Österreichischen Termin- und Optionenbörse (ÖTOB) zur neuen Wiener Börse AG fusioniert. Über die folgenden 20 Jahre wurde das Geschäftsspektrum der Wiener Börse schrittweise auf breitere Beine gestellt. Heute umfasst das Geschäft der Wiener Börse AG vier Ertragssäulen. Angefangen von der ersten Ertragssäule dem Handel & Listing über die Verbreitung von Marktdaten & Index-Berechnung, zu IT Services und Zentralverwahrung von Wertpapieren.
Nach dem Beschluss, die Wiener Börse AG zu privatisieren, wurde die Börsekammer im Juni 1999 aufgelöst. Heute befindet sich die Wiener Börse im Eigentum von Bankinstituten und börsennotierten Unternehmen.
Im Jahr 1989 erfolgte die Abwicklung des Aktienhandels an der Wiener Börse noch in teilautomatisierter Form über das von der Österreichischen Kontrollbank betriebene Partly Assisted Trading System (PATS). Ab dem Jahr 1996 wurde der Kassamarkt schrittweise auf das vollautomatisierte Electronic Quote and Order-driven System (EQOS) umgestellt. Seit November 1999 erfolgt der Handel mit Wertpapieren über das vollelektronische Handelssystem Xetra. Seit 31. Juli 2017 wird von der Wiener Börse das Nachfolgesystem T7 der Deutschen Börse eingesetzt.
Ein österreichisches Konsortium, bestehend aus österreichischen Banken, der Wiener Börse AG, und der OeKB, erwarb 2004 die Mehrheit an der Budapester Börse. Diese Partnerschaft war der Grundstein für ein Börse-Netzwerk, das durch Kooperationsabkommen mit zahlreichen Börsen der südosteuropäischen Region wie Bukarest, Zagreb, Belgrad, Sofia, Sarajevo, Montenegro, Banja Luka und Mazedonien stetig erweitert wurde.
Nach dem Erwerb von Mehrheitsanteilen an den drei benachbarten Börsen Budapest, Laibach und Prag im Juni 2008 widmete sich die Wiener Börse 2009 der Gründung der Börseholding CEESEG AG. 2020 wurde eine Vereinfachung der Konzernstruktur beschlossen. Die Wiener Börse AG wurde zur Aufwands- und Kostenreduktion mit der früheren Konzernholding CEESEG AG verschmolzen. Die Börse Prag zählt heute mit einem 99,54-prozentigen Anteil zur Tochtergesellschaft der Wiener Börse AG.

## Unternehmensstruktur
Die Wiener Börse AG gehört zu 52,59 % österreichischen Banken und 47,41 % österreichischen Emittenten.

## Größte Wertpapieremissionen
Größte Börsegänge:
1. 2017: Bawag P.S.K., 1.932 Mio. €
2. 2007: Strabag SE, 1.325,4 Mio. €
3. 2005: Raiffeisen International, 1.113,8 Mio. €
4. 2000: Telekom Austria, 1.008 Mio. €
5. 2003: Bank Austria Creditanstalt, 957,9 Mio. €
6. 2006: Österreichische Post, 651,7 Mio. €

Größte Kapitalerhöhungen:
1. 2006: Erste Bank, 2.918 Mio. €
2. 2007: Immoeast, 2.835 Mio. €
3. 2014: Raiffeisen International, 2.778 Mio. €
4. 2006: Immoeast, 2.752 Mio. €
5. 2009: Erste Group, 1.740 Mio. €

## Indizes
Die Wiener Börse berechnet und verteilt eine Reihe von Indizes, darunter auch mehrere Osteuropa-Indizes, welche unter dem Namen „CECE Indices“ bekannt sind.
Der wichtigste, von der Wiener Börse berechnete Index ist der Fließhandelsindex ATX (Austrian Traded Index), der die 20 liquidesten Wiener Werte umfasst. Zusätzlich wird der Performanceindex ATX TR (ATX Total Return) berechnet. Die Zusammensetzung entspricht jener des ATX (Austrian Traded Index), berücksichtigt jedoch zusätzlich die Dividendenzahlungen.
Der IATX bildet die Immobilienwerte der Börse ab.
CEE-Aktienindizes gibt es für Tschechien (CTX – Czech Traded Index), Ungarn (HTX – Hungarian Traded Index), Polen (PTX – Polish Traded Index), Kroatien, Rumänien, Serbien, Bosnien-Herzegowina und Bulgarien sowie Indizes für die gesamte Region (CECE Composite Index, SETX, CECExt, CECE MID, NTX). Die Berechnung aller russischen Indizes mit der Preisquelle Moskau pausiert derzeit bis auf weiteres.
Der ATX50 wurde bis zum 28. Dezember 2002 berechnet. Dessen Nachfolger, der ATX Prime wird seit dem 2. Jänner 2002 berechnet und umfasst alle Titel aus dem prime market-Segment. In diesem Segment sind alle Aktienwerte enthalten, welche zum amtlichen Handel oder im geregelten Freiverkehr zugelassen sind und zusätzliche Anforderungen wie Mindestkapitalisierung und erhöhte Transparenzkriterien erfüllen.

## Mitgliedschaften
Sie ist Mitglied in:
- Federation of European Securities Exchanges[10]
- Sustainable Stock Exchanges Initiative